# Playdom
A Playdom (ou Playdom Inc.) é uma empresa estadunidense provedora de jogos on-line para redes sociais, incluindo o Google+, o Facebook e o MySpace. Foi fundada na Baía de São Francisco pela Universidade de Berkeley, Califórnia, pelos estudantes Xiao Ling e Chris Yang. Em 2009, juntamente com jogos de provedores Zynga e Playfish, o Playdom contribuiu para um mercado de 300 milhões de dólares em vendas on-line de bens virtuais por meio de redes sociais.
A empresa é uma empresa subsidiária da The Walt Disney Company, como parte do Grupo de Mídia Interativa da Disney.

## Ligações Externas
- Official Game website
- Playdom Community Forums PDF